# Anadara hemidesmos
Anadara hemidesmos is een tweekleppigensoort uit de familie van de Arcidae. De wetenschappelijke naam van de soort is voor het eerst geldig gepubliceerd in 1845 door Philippi.